# Clemente Mattei
Clemente Franco Mattei (Roma, 1º gennaio 1939 – Roma, 3 luglio 2024) è stato un calciatore italiano, di ruolo attaccante.
Giocò in Serie A con la maglia della Lazio.